# Paracontias hildebrandti
Paracontias hildebrandti är en ödleart som beskrevs av  Peters 1880. Paracontias hildebrandti ingår i släktet Paracontias och familjen skinkar. IUCN kategoriserar arten globalt som livskraftig. Inga underarter finns listade i Catalogue of Life.
Paracontias hildebrandti saknar extremiteter och öronöppningar.
Arten förekommer på norra Madagaskar.